# Gilles Chaillet

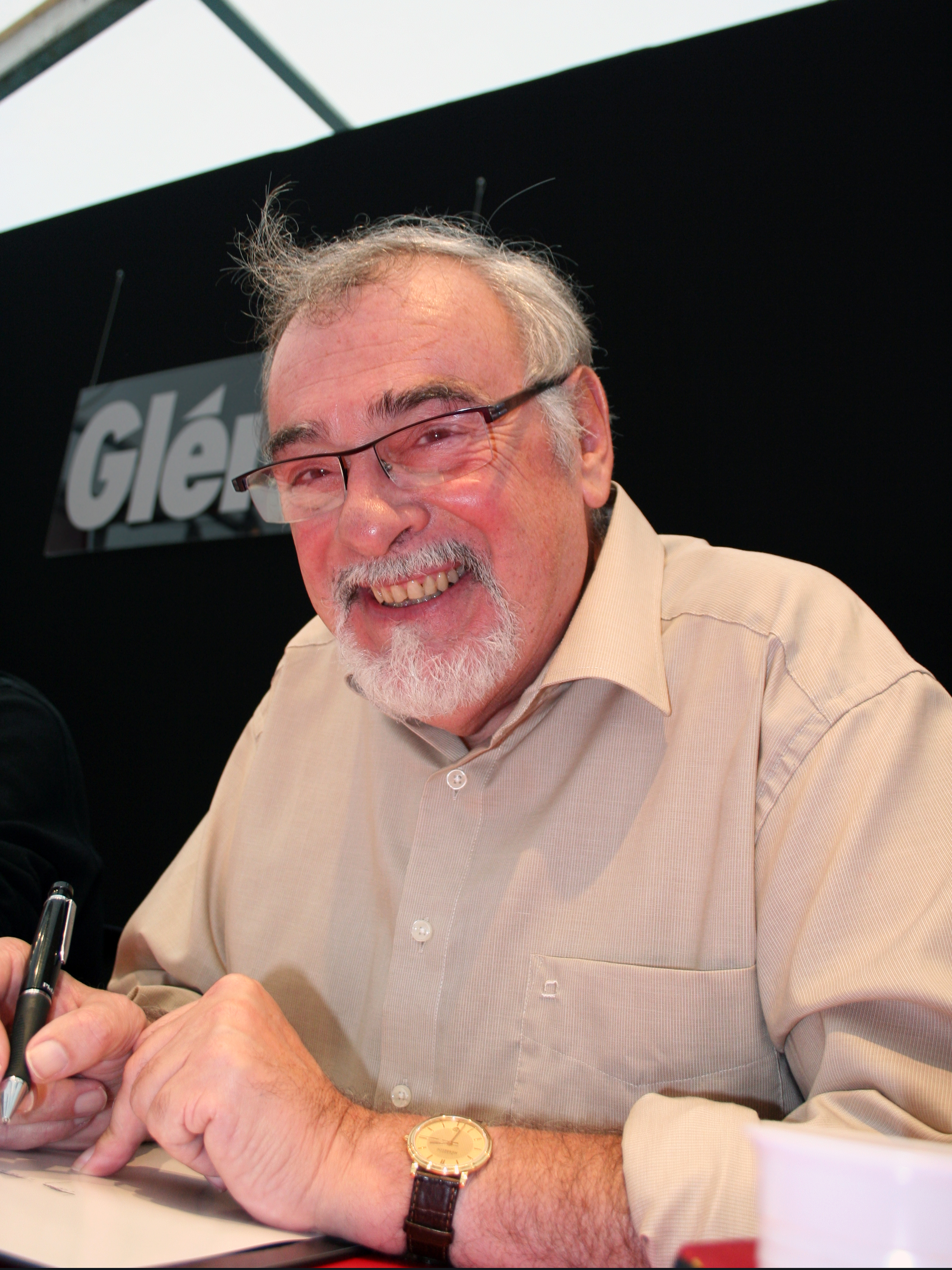
Gilles Chaillet

Gilles Chaillet (* 3. Juni 1946 in Paris; † 14. September 2011 in Margency) war ein französischer Comiczeichner und -szenarist.

## Leben und Werk
Gilles Chaillet wurde ab 1965 bei Dargaud als Grafiker, Layouter und Kolorist beschäftigt. Ab 1976 wurde er Zeichner von Jacques Martins Serie L. Frank, während Martin weiterhin die Szenarios schrieb. So entstanden die Bände 5 bis 13. 1980 startete Chaillets Historien-Serie Vasco in Tintin, diese spielt in Europa des 14. Jahrhunderts. Er zeichnete und textete insgesamt 21 Bände. Weitere Arbeiten waren Les Voyages d’Orion (1993–1995, 2 Bände), La Dernière Prophétie (2002–2012, 5 Bände) und Vinci (2008–2009, 2 Bände). Als Szenarist schuf er die Texte für Tombelaine (2001–2006, 5 Bände), Intox (2003–2008, 5 Bände) und Les Boucliers de Mars (2011–2012, 2 Bände).
2005 wurde er in Rom mit einem Yellow Kid für sein Lebenswerk geehrt.